# Tiền Tần
Tiền Tần (350-394) là một nước trong thời kỳ Ngũ Hồ thập lục quốc vào cuối thời kỳ nhà Đông Tấn (265-420). Nước này do thủ lĩnh bộ tộc Đê là Bồ Hồng sáng lập năm 350. Đầu tiên, Tiền Tần chỉ chiếm giữ vùng Quan Trung, sau đó mở rộng lãnh thổ sang ba phía đông, bắc và tây, từng có thời gian tiêu diệt hết các quốc gia khác của người Hồ ở miền bắc Trung Quốc và uy hiếp sự tồn tại của nhà Tấn. Nhưng sau thất bại ở trận Phì Thủy, Tiền Tần nhanh chóng suy yếu và tan rã (394).

## Hình thành và phát triển

### Bồ Hồng
Bồ Hồng (蒲洪) là thủ lĩnh người Đê, từng cùng với thủ lĩnh người Khương là Diêu Dực Trọng được vua Hậu Triệu là Thạch Hổ thu phục.
Năm 349, Thạch Hổ chết, triều đình Hậu Triệu xảy ra biến loạn. Con nuôi Hổ là Thạch Mẫn, tức Nhiễm Mẫn thao túng triều đình, giết con cháu Thạch Hổ lên ngôi. Một hoàng thân Hậu Triệu là Thạch Chi tự lập ở Nghiệp Thành. Thấy Hậu Triệu có biến lớn, Bồ Hồng tuyên bố theo Đông Tấn và được nhận chức của nhà Tấn. Lúc đó thủ lĩnh người Khương là Diêu Dực Trọng đã chết, con là Diêu Tương lên thay. Cả Bồ Hồng và Diêu Tương cùng muốn chiếm Quan Trung để tự lập. Tháng 1 năm 350, Bồ Hồng dàn quân đánh nhau với anh em Diêu Tương, Diêu Tràng. Ông đánh bại Diêu Tương. Tương thua trận bỏ chạy, phải cố thủ một chỗ. Bồ Hồng chiếm giữ Quan Trung, lập ra nước Tiền Tần, đổi ra họ Phù.
Dù Thạch Chi yếu thế trước Nhiễm Mẫn nhưng một số tướng lĩnh ở xa vẫn tỏ ra trung thành với Hậu Triệu. Một tướng ở Quan Trung là Ma Thu giả vờ đi theo Phù Hồng, rồi tìm cách mời ông tới ăn tiệc và đầu độc ông. Khi trở về, Bồ Hồng chết. Ông được truy tôn là Tần Vũ Đế. Một số tài liệu không tính Bồ Hồng vào danh sách các vua Tiền Tần.

### Phù Kiện
Bồ Hồng chết, con là Phù Kiện (苻健, nguyên là Bồ Kiện (蒲健)) lên thay, tức là Tần Minh đế. Phù Kiện biết Ma Thu hại cha mình, liền bắt giết Ma Thu.
Ngay khi lên ngôi, Phù Kiện đã phải đối phó với cuộc bắc phạt của Đông Tấn.
Năm 351, đại tướng Hoàn Ôn của Đông Tấn sau khi diệt nước Thành Hán của Lý Thế lại mang quân đánh Tần. Phù Kiện biết thế mình yếu hơn nên bỏ Trường An chạy, nhưng ông lại dùng kế "vườn không nhà trống", đốt hết lúa ngoài đồng khiến quân Tấn bị đói. Hoàn Ôn đi đánh đường xa, vốn định trông vào lúa ở nước Tần, không ngờ ngoài đồng trơ trụi. Sau vài tháng, quân Hoàn Ôn bị thiếu lương, đường xa không tiếp tế kịp, buộc phải rút quân về. Phù Kiện thúc quân đuổi theo, giết được hơn vạn quân Tấn, nhưng thái tử Phù Tràng bị trúng tên tử trận.
Tạm yên mặt nam, lại nghe tin Thạch Chi bị Nhiễm Mẫn tiêu diệt, dứt nước Hậu Triệu, Phù Kiện tấn công về phía đông, tranh giành đất cũ của Hậu Triệu và Nhiễm Ngụy với Tiền Yên. Nhân lúc Nhiễm Mẫn bị vua Yên là Mộ Dung Tuấn đánh bại và bắt giết, Phù Kiện ra sức đông tiến. Về cơ bản, sau năm 352, trung nguyên nằm trong tay Tiền Tần và Tiền Yên, phía bắc xa xôi là Bắc Đại, phía tây xa xôi là Tây Lương (Tiền Lương).

### Bạo chúa một mắt
Năm 355, Phù Kiện chết, con là Phù Sinh lên thay. Phù Sinh sinh ra đã chỉ có 1 mắt, tỏ ra hung tợn từ bé. Thuở nhỏ, ông nội Bồ Hồng trêu đùa Sinh rằng:
Ta nghe nói người 1 mắt thì chỉ có 1 giọt nước mắt thôi!
Sinh tức giận bèn lấy con dao, tự đâm vào chỗ mặt bên kia cho máu chảy ra và nói rằng:
Đây còn một giọt nước mắt nữa là hai!
Mọi người thấy thế đều sợ. Bồ Hồng thấy vậy, biết tính tình Sinh là người ngang ngược, muốn giết đi để trừ hoạ cho họ Bồ, nhưng Bồ (Phù) Kiện xin mãi, Bồ Hồng bèn thôi.
Vì thái tử Phù Tràng đã chết trận nên Phù Sinh được lên nối ngôi, tức là Tần Lệ vương. Phù Sinh tỏ ra là ông vua rất tàn ác. Sinh sát hại nhiều quan lại và người trong họ, hễ những người này lỡ phạm phải những chữ "một", "thiếu", "lẻ"... vì Sinh cho rằng ám chỉ đến tật một mắt của mình. Vì thế lòng người chán ghét Sinh.
Bấy giờ trong triều có hoàng thân Phù Kiên là con của Phù Hùng – em Phù Kiện, tức là cháu gọi Kiện bằng bác, em họ của Phù Sinh là người rất có uy tín với bách quan. Năm 357, Phù Sinh dùng Phù Kiên, Phù Hoàng My làm tướng mang quân dẹp thủ lĩnh người Khương là Diêu Tương. Tương vừa giao tranh với quân Đông Tấn của Hoàn Ôn, bị Hoàn Ôn đánh bại, phải bỏ Lạc Dương chạy về Quan Trung. Quân Tần đón đường vây bắt chém chết Tương. Em Tương là Diêu Tràng xin hàng Tần, được nhà Tần cho làm tướng.
Không lâu sau, Phù Kiên làm binh biến giết chết Sinh lên thay, tức là Tần Chiêu Đế. Ông trở thành một trong những vua nổi tiếng nhất thời Ngũ Hồ.

## Cực thịnh

### Thống nhất Ngũ Hồ

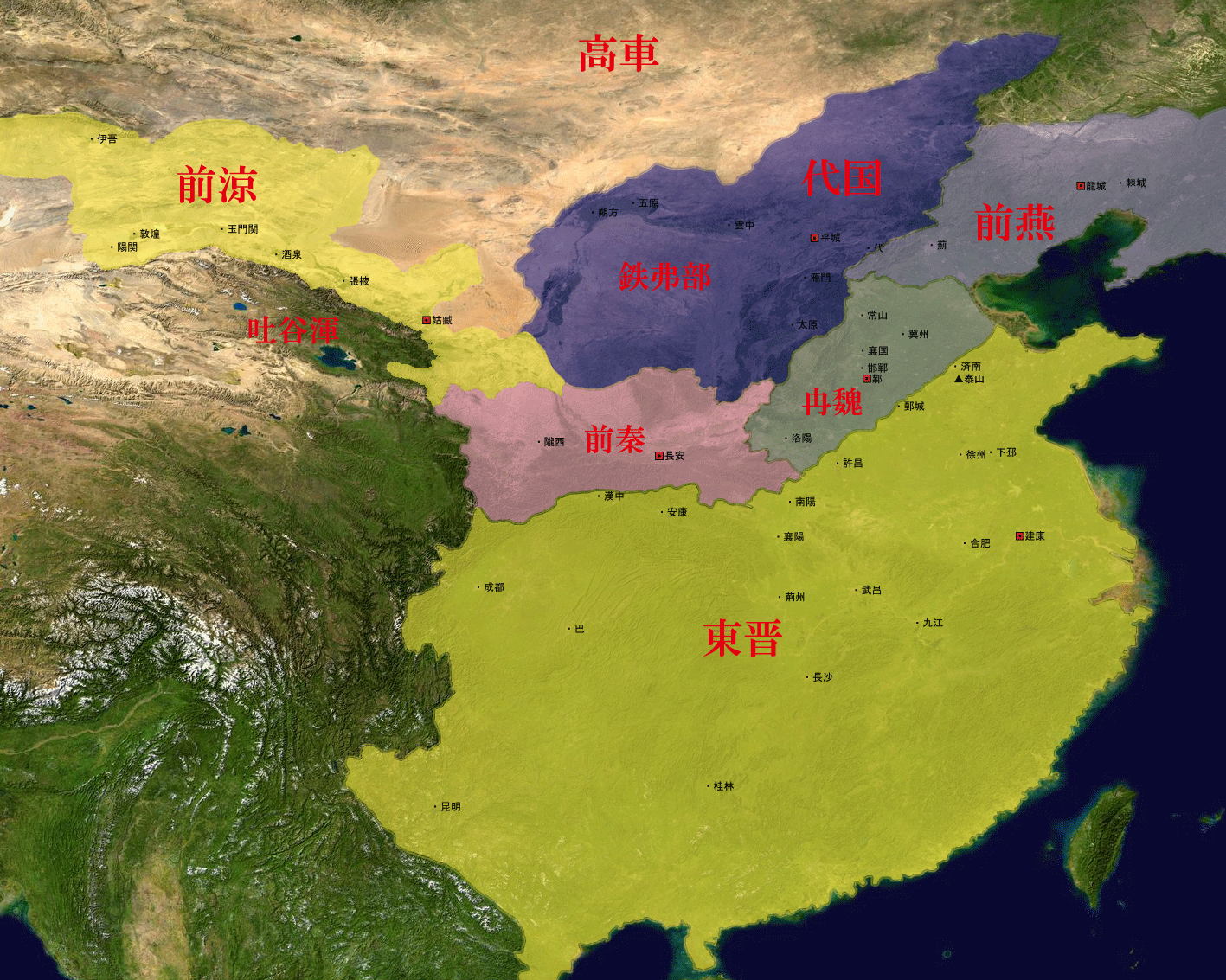
Năm 351
Tiền Tần
Tiền Yên
Đông Tấn
Nhiễm Ngụy
Tiền Lương
Đại

Từ khi chưa lên ngôi, Chiêu Đế Phù Kiên đã mộ được danh sĩ người Hán là Vương Mãnh, một mưu sĩ nổi tiếng thời đó, được ví với Trương Lương, Gia Cát Lượng.
Nhờ dùng mưu kế của Vương Mãnh, Phù Kiên giành ngôi báu từ tay bạo chúa Phù Sinh, lần lượt mở mang đất đai ra xung quanh.
Tại phương bắc khi đó ngoài Tiền Tần có các nước Tiền Yên của họ Mộ Dung, nước Bắc Đại của họ Thác Bạt. Hai nước này đều của người Tiên Ti. phía tây là nước Tiền Lương của họ Trương người Hán, vẫn trung thành với nhà Đông Tấn. Địch thủ chính của Tiền Tần khi đó thực ra chỉ có nước Tiền Yên vốn cùng chiếm giữ trung nguyên với Tiền Tần. Do đó, mục tiêu đầu tiên của Tần là diệt Yên.
Nhờ chính sách hòa hợp dân tộc, thu hút nhân tài người Hán, Tiền Tần dưới tay Phù Kiên lớn mạnh rất nhanh.
Năm 370, Kiên sai Vương Mãnh làm tướng, đem 6 vạn quân đi đánh Yên. Dù quân Yên có 40 vạn người nhưng là quân ô hợp, liên tiếp thất bại. Quân Tần thắng như chẻ tre, đánh chiếm Lạc Dương và vây Nghiệp Thành. Phù Kiên nghe tin Vương Mãnh thắng trận, bèn thân chinh mang 5 vạn quân đi tiếp ứng đánh hạ được Nghiệp Thành. Đầu năm 371, Yên U Đế Mộ Dung Vĩ bỏ thành chạy, bị quân Tần đuổi theo bắt sống. Mộ Dung Vĩ trở lại khuyên các tướng Yên quy hàng, vì vậy Phù Kiên thương tình không nỡ giết.
Năm 375, Vương Mãnh chết, Phù Kiên mất một tướng giỏi. Tuy nhiên, ý định nhất thống Ngũ Hồ của ông tiếp tục được thực hiện. Trước lúc lâm chung, Vương Mãnh nói với Phù Kiên: "...Triều Đông Tấn tuy dời về Ngô Việt, nhưng là triều đại chính thống của Trung Hoa. Sau khi thần chết, không nên tấn công Đông Tấn".
Năm 376, Phù Kiên sai hàng tướng Diêu Tràng (em Diêu Tương) đi đánh nước Tiền Lương. Quân nước Tiền Lương của Trương Thiên Tích không chống nổi, Thiên Tích phải đầu hàng.
Sau đó, ông lại sai Phù Lạc đi đánh Bắc Đại. Đúng lúc đó Đại vương Thác Bạt Thập Dực Kiền bị con thứ là Thác Bạt Thiệt Quân đầu độc chết vì Thập Dực Kiền định lập hoàng tôn Thác Bạt Khuê kế vị mà không lập Thiệt Quân. Phù Kiên bèn sai Phù Lạc tiến vào nước Đại, diệt Thiệt Quân, rồi chia đất làm hai, giao cho hai thủ lĩnh người Hung Nô là Lưu Vệ Thần và Lưu Khố Nhân cai quản, dưới quyền Phù Lạc.
Về cơ bản, lần đầu tiên Phù Kiên thống nhất toàn miền bắc Trung Quốc kể từ năm 304.

### Mưu sự nhất thống Trung Hoa
Làm chủ miền bắc, Phù Kiên quyết định đánh nốt Giang Nam để thống nhất Trung Quốc. Trước khi khởi đại quân, ông sai các tướng đi đánh miền biên của Đông Tấn. Năm 379, quân Tần vây hãm Tương Dương. Tướng giữ thành là Chu Tự chống trả quyết liệt nhưng cuối cùng bị nội phản nên thành bị hạ. Tự bị quân Tần bắt. Phù Kiên cho Tự hàng. Cùng năm đó, quân Tần lại vây hãm hạ được Bành Thành.
Năm 380, Phù Lạc cậy công đánh được nước Đại nên làm phản. Phù Kiên mang quân nhanh chóng dẹp tan, giết chết Lạc.
Dẹp xong nội loạn, lại tạo được thế bao vây Đông Tấn, Phù Kiên quyết ý cất đại quân đi diệt Đông Tấn, dù nhiều đại thần can ngăn. Để chuẩn bị chiến tranh, ông ra lệnh trưng dụng tất cả ngựa công và tư, các châu quận cứ 10 người thì 1 người phải tòng quân. Ngay cả các con em nhà quyền quý dưới 20 tuổi cũng bị động viên, gọi là quân Vũ Lâm lang. Ông huy động gần 100 vạn quân, gồm 60 vạn bộ binh, 27 vạn kị binh, 3 vạn quân Vũ Lâm lang, đủ các sắc tộc Hán và Hồ, dùng nhiều tướng người Ngũ Hồ đi nam tiến.

## Đại bại trận Phì Thủy
Xem chi tiết: Trận Phì Thủy
Năm 383, bất chấp sự phản đối của nhiều văn thần, Phù Kiên vẫn cất đại quân đi đánh Đông Tấn để thống nhất Trung Quốc. Ông chủ quan kiêu hãnh nói rằng, quân Tần chỉ cầm ném roi ngựa xuống sông Trường Giang là đủ lấp sông rồi. Ông sai em là tướng tiên phong Phù Dung cầm 27 vạn quân đi trước, đánh chiếm được Thọ Xuân.
Về phía Đông Tấn, sau khi Hoàn Ôn mất, Tạ An lên nắm quyền. Tạ An tỏ ra là người mềm mỏng hơn Hoàn Ôn, không hiếp chế vua Tấn. Khi quân Tần kéo đến, Tạ An tiến cử cháu là Tạ Huyền với Tấn Hiếu Vũ Đế Tư Mã Diệu làm tướng, mang 8 vạn quân ra đóng ở Lạc Giản đón quân Tần. Tạ Huyền đóng quân cách Lạc Giản 25 dặm, ngại thế quân Tần mạnh không dám tiến.
Khi hai bên sắp đối trận, Phù Kiên đã mắc sai lầm là tin tưởng vào hàng tướng người Hán của Đông Tấn mới hàng là Chu Tự, sai Tự đi dụ hàng Đông Tấn. Chu Tự còn nhớ ơn Đông Tấn, nên mang hết tình hình Tiền Tần tiết lộ cho Tạ Huyền, khuyên nên chủ động đánh quân Tần trước khi đại quân 100 vạn kịp họp đông đủ. Tự còn hẹn làm nội ứng cho quân Tấn.
Lúc đó Phù Dung đang án ngữ sông Phì. Tạ Huyền theo lời Chu Tự, bèn sai Lưu Lao Chi mang 5.000 quân đánh úp quân tiên phong của Phù Dung một trận rồi rút nhanh. Đồng thời đại quân Tấn của Tạ Huyền hai đường thủy bộ cũng tiến lên áp sát sông Phì.
Tạ Huyền bèn sai người nói với Phù Dung xin quân Tần tạm rút để quân Tấn qua sông quyết chiến. Phù Kiên cũng muốn lợi dụng quân Tấn qua một nửa sẽ đánh úp nên đồng ý rút lui một đoạn.
Đúng hẹn, quân Tấn sang sông. Trong đêm tối, quân Tần đang chờ nghênh địch, Chu Tự cầm một cánh quân, bỗng hô to:
Quân Tần thua to rồi!.
Quân Tần đa sắc tộc, vốn bị cưỡng bức ra trận cho Phù Kiên, nghe nói thua trận liền quay đầu nhất loạt bỏ chạy, tiên phong Phù Dung không thể ngăn lại được. Tạ Huyền thấy quân Tần chạy, thừa cơ thúc quân Tấn truy kích, giết chết rất nhiều. Phù Dung bị tử trận trong loạn quân.
100 vạn quân Tần đại bại bỏ chạy về phía bắc, Phù Kiên về tới Lạc Dương thu thập tàn quân chỉ còn vài chục vạn.
Thất bại ở trận Phì Thủy là bước ngoặt đối với sự tồn vong nước Tiền Tần. Sai lầm nam tiến, không theo lời dặn của Vương Mãnh khiến Phù Kiên phải trả giá đắt với hậu quả của đại bại này.

## Tan rã

### Giậu đổ bìm leo
Đại quân Tiền Tần của Phù Kiên chạy về bắc, tan rã từng mảng. Nhân sự suy yếu của Tiền Tần, các tướng dưới quyền bắt đầu thực hiện ý định ly khai, tái lập thế chia cắt Ngũ Hồ ở miền bắc như trước đây.
Thực ra, nguy cơ tái chia cắt đã tồn tại ngay khi Phù Kiên thống nhất, vì trong hàng ngũ tướng sĩ của ông, có nhiều người dị tộc được ông thu phục, nay đã manh tâm ly khai.
Năm 383, các tướng họ Mộ Dung, con cháu nước Tiền Yên cũ, đã tách riêng khỏi đại quân Tiền Tần tháo chạy về phía bắc, lập lực lượng riêng chống lại Phù Kiên. Ngay trong hàng ngũ các tướng họ Mộ Dung cũng chia cắt và không thần phục nhau. Con Tiền Yên vương Mộ Dung Tuấn là Mộ Dung Thùy lập ra nước Hậu Yên, một tướng khác là Mộ Dung Xung (em trai Mộ Dung Hoằng, con trai Mộ Dung Tuấn) chiếm vùng Sơn Tây lập ra nước Tây Yên.
Năm sau, một đại tướng người Khương là Diêu Tràng, nhân bị sai đi đánh Tây Yên bại trận, sợ bị Phù Kiên bắt tội, bèn ly khai, lập ra nước Hậu Tần.
Khi cầm đại quân xuống phía nam, Phù Kiên đã giao cho tướng Lã Quang (cũng người dân tộc Chi) đi dẹp các nước thiểu số phía tây thuộc nước Tiền Lương cũ và nhân bắt một mỹ nhân nổi tiếng của vùng ấy mang về cho ông. Dẹp xong vùng Tây Lương, Quang nhân Phù Kiên bại trận bèn cắt đất Lương xưng làm Lương vương, lấy luôn mỹ nhân đó và lập ra nước Hậu Lương (384).
Năm sau, một thủ lĩnh người Tiên Ti khác là Khất Phục Quốc Nhân cũng nổi dậy xé đất Tần, lập ra nước Tây Tần (ở vùng Cam Túc ngày nay).
Dòng dõi nước Bắc Đại cũ là Thác Bạt Khuê (cháu nội Thác Bạt Thập Dực Kiền), được một số cựu thần trung thành, nhân khi thiên hạ đại loạn, đón lập làm vua, tái lập nước Bắc Đại, đến năm 386 đổi tên là Nguỵ, sử gọi là Bắc Nguỵ.
Như vậy, chỉ sau một thời gian rất ngắn sau trận Phì Thủy, miền bắc lại bị chia cắt trở lại, trên bản đồ phía bắc có sự tồn tại của 7 quốc gia.

### Bầy tôi bội phản
Mộ Dung Thùy (con trai Mộ dung Hoảng, em của Mộ Dung Tuấn) vốn là tướng nước Tiền Yên, vì bị vua Yên là Mộ Dung Vĩ không dung nên chạy sang hàng Tiền Tần, được Phù Kiên dùng làm tướng. Sau khi Tiền Yên bị Tiền Tần diệt, Thuỳ lại theo Phù Kiên đi đánh Tấn. Khi quân Tần tan rã trở về, Thuỳ cầm một cánh quân rút lui rất kỷ luật nên hầu như không bị thiệt hại. Giao lại quân cho Phù Kiên, Thuỳ bỏ trốn và ly khai. Được những người thân Yên cũ ủng hộ, Thuỳ có trong tay lực lượng khá mạnh, nên nhanh chóng phát triển nước Hậu Yên thành nước lớn, đóng đô ở Trung Sơn.
Nghe tin các tướng họ Mộ Dung phục quốc, Tân Hưng hầu Mộ Dung Vĩ (nguyên Tiền Yên U đế) cũng ngầm tập hợp lực lượng liên kết để phản Tiền Tần. Mưu lộ ra, Phù Kiên tức giận bèn giết chết Vĩ.
Hai nước Tây Yên và Hậu Tần liền kề với đất Tiền Tần nên xung đột xảy ra ác liệt. Phù Kiên phải đụng độ cả với quân Hậu Tần lẫn Tây Yên. Năm 385, ông bị quân Tây Yên của Mộ Dung Xung (em trai Mộ dung Hoằng, con của Mộ dung Tuấn) kéo đến đánh, vây hãm ở Trường An. Phù Kiên bí thế, phải phá vây ra ngoài. Cùng lúc đó quân Hậu Tần của Diêu Tràng thừa cơ đón bắt được ông. Tràng muốn ông làm lễ nhường ngôi, Phù Kiên không chịu. Tràng bèn mang ông vào chùa ở Tân Bình thắt cổ chết. Năm đó Phù Kiên 48 tuổi.

### Sức tàn lực kiệt
Một số triều thần sót lại của Tiền Tần ở Nghiệp Thành lập con Kiên là Phù Phi lên ngôi, tức là Tần Bình Đế. Lực lượng quân Tiền Tần ở Nghiệp Thành còn không được bao nhiêu. Vua Tây Yên là Mộ Dung Xung lại mang quân đánh Nghiệp Thành, hạ thành, giết chết Phù Phi.
Chính trong nội bộ các quốc gia ly khai Tiền Tần cũng vô cùng rối ren. Nước Tây Yên từ năm 384 đến 386 liên tục đổi chủ, họ Mộ Dung chém giết lẫn nhau. Cuối cùng, năm 386, Mộ Dung Vĩnh giành được ngôi vua. Nhưng lúc đó Tây Yên đã suy yếu, bị mất Trường An vào tay Hậu Tần.
Năm 386, nghe tin Phù Phi chết, cháu họ của Phù Kiên là Phù Đăng làm thứ sử Ung châu bèn xưng làm vua, tức là Tiền Tần Cao Đế. Các vua Tiền Tần nối đời kế tục nhau chiến tranh với Hậu Tần của Diêu Tràng trong nhiều năm, nhưng cuối cùng đều bị cha con Diêu Tràng - Diêu Hưng đánh bại.
Năm 394, Phù Đăng bị quân Hậu Tần của Diêu Hưng giết chết. Phù Sùng được lập lên thay, nhưng vẫn không xoay chuyển được tình thế. Sùng bị quân Hậu Tần đánh bại, bỏ chạy về phía tây, bị quân Tây Tần của Khuất Phục Quốc Nhân bắt giết. Nước Tiền Tần mất.

## Các vua Tiền Tần
Tính từ Phù Hồng tới Phù Sùng, nước Tiền Tần có 7 vua, tồn tại 44 năm, gồm có:
1. Vũ Đế Phù Hồng (350)
2. Minh Đế Phù Kiện (351-355) - niên hiệu Hoàng Thủy (351-355)
3. Lệ vương Phù Sinh (355-357) - niên hiệu Thọ Quang (355-357)
4. Chiêu Đế Phù Kiên (357-385) - niên hiệu Vĩnh Hưng (357-358), Cam Lộ (358-364), Kiến Nguyên (365-384)
5. Bình Đế Phù Phi (385 - 386) - niên hiệu Thái An (385-386)
6. Cao Đế Phù Đăng (386-394) - niên hiệu Thái Sơ (386-394)
7. Phù Sùng (394) - niên hiệu Diên Sơ (394) (Phù Sùng không có thụy hiệu)

|                                       |                                       |                                       |                                       |                                       |                                       |  |  | Phù Hoài Quy                   |  |  |  |  |  |  |  |                                         |                                         |                                         |                                         |                                         |                                         |  |  |                                 |           |           |           |           |           |  |  |  |  |  |  |  |  |  |  |  |  |
|                                       |                                       |                                       |                                       |                                       |                                       |  |  |                                |  |  |  |  |  |  |  |                                         |                                         |                                         |                                         |                                         |                                         |  |  |                                 |           |           |           |           |           |  |  |  |  |  |  |  |  |  |  |  |  |
|                                       |                                       |                                       |                                       |                                       |                                       |  |  | Tần Huệ Vũ Đế Phù Hồng 285-350 |  |  |  |  |  |  |  |                                         |                                         |                                         |                                         |                                         |                                         |  |  |                                 |           |           |           |           |           |  |  |  |  |  |  |  |  |  |  |  |  |
|                                       |                                       |                                       |                                       |                                       |                                       |  |  |                                |  |  |  |  |  |  |  |                                         |                                         |                                         |                                         |                                         |                                         |  |  |                                 |           |           |           |           |           |  |  |  |  |  |  |  |  |  |  |  |  |
|                                       |                                       |                                       |                                       |                                       |                                       |  |  |                                |  |  |  |  |  |  |  |                                         |                                         |                                         |                                         |                                         |                                         |  |  |                                 |           |           |           |           |           |  |  |  |  |  |  |  |  |  |  |  |  |
| Tần Cảnh Minh Đế Phù Kiện 317-352-355 | Tần Cảnh Minh Đế Phù Kiện 317-352-355 | Tần Cảnh Minh Đế Phù Kiện 317-352-355 | Tần Cảnh Minh Đế Phù Kiện 317-352-355 | Tần Cảnh Minh Đế Phù Kiện 317-352-355 | Tần Cảnh Minh Đế Phù Kiện 317-352-355 |  |  |                                |  |  |  |  |  |  |  | Tần Văn Hoàn Đế Phù Hùng                | Tần Văn Hoàn Đế Phù Hùng                | Tần Văn Hoàn Đế Phù Hùng                | Tần Văn Hoàn Đế Phù Hùng                | Tần Văn Hoàn Đế Phù Hùng                | Tần Văn Hoàn Đế Phù Hùng                |  |  |                                 |           |           |           |           |           |  |  |  |  |  |  |  |  |  |  |  |  |
| Tần Cảnh Minh Đế Phù Kiện 317-352-355 | Tần Cảnh Minh Đế Phù Kiện 317-352-355 | Tần Cảnh Minh Đế Phù Kiện 317-352-355 | Tần Cảnh Minh Đế Phù Kiện 317-352-355 | Tần Cảnh Minh Đế Phù Kiện 317-352-355 | Tần Cảnh Minh Đế Phù Kiện 317-352-355 |  |  |                                |  |  |  |  |  |  |  | Tần Văn Hoàn Đế Phù Hùng                | Tần Văn Hoàn Đế Phù Hùng                | Tần Văn Hoàn Đế Phù Hùng                | Tần Văn Hoàn Đế Phù Hùng                | Tần Văn Hoàn Đế Phù Hùng                | Tần Văn Hoàn Đế Phù Hùng                |  |  |                                 |           |           |           |           |           |  |  |  |  |  |  |  |  |  |  |  |  |
| Việt Lệ Vương Phù Sinh 335-355-357    | Việt Lệ Vương Phù Sinh 335-355-357    | Việt Lệ Vương Phù Sinh 335-355-357    | Việt Lệ Vương Phù Sinh 335-355-357    | Việt Lệ Vương Phù Sinh 335-355-357    | Việt Lệ Vương Phù Sinh 335-355-357    |  |  |                                |  |  |  |  |  |  |  | Tần Tuyên Chiêu Đế Phù Kiên 338-357-385 | Tần Tuyên Chiêu Đế Phù Kiên 338-357-385 | Tần Tuyên Chiêu Đế Phù Kiên 338-357-385 | Tần Tuyên Chiêu Đế Phù Kiên 338-357-385 | Tần Tuyên Chiêu Đế Phù Kiên 338-357-385 | Tần Tuyên Chiêu Đế Phù Kiên 338-357-385 |  |  |                                 |           |           |           |           |           |  |  |  |  |  |  |  |  |  |  |  |  |
| Việt Lệ Vương Phù Sinh 335-355-357    | Việt Lệ Vương Phù Sinh 335-355-357    | Việt Lệ Vương Phù Sinh 335-355-357    | Việt Lệ Vương Phù Sinh 335-355-357    | Việt Lệ Vương Phù Sinh 335-355-357    | Việt Lệ Vương Phù Sinh 335-355-357    |  |  |                                |  |  |  |  |  |  |  | Tần Tuyên Chiêu Đế Phù Kiên 338-357-385 | Tần Tuyên Chiêu Đế Phù Kiên 338-357-385 | Tần Tuyên Chiêu Đế Phù Kiên 338-357-385 | Tần Tuyên Chiêu Đế Phù Kiên 338-357-385 | Tần Tuyên Chiêu Đế Phù Kiên 338-357-385 | Tần Tuyên Chiêu Đế Phù Kiên 338-357-385 |  |  |                                 |           |           |           |           |           |  |  |  |  |  |  |  |  |  |  |  |  |
|                                       |                                       |                                       |                                       |                                       |                                       |  |  |                                |  |  |  |  |  |  |  | Tần Ai Bình Đế Phù Phi ?-385-386        | Tần Ai Bình Đế Phù Phi ?-385-386        | Tần Ai Bình Đế Phù Phi ?-385-386        | Tần Ai Bình Đế Phù Phi ?-385-386        | Tần Ai Bình Đế Phù Phi ?-385-386        | Tần Ai Bình Đế Phù Phi ?-385-386        |  |  | Phù Xưởng                       | Phù Xưởng | Phù Xưởng | Phù Xưởng | Phù Xưởng | Phù Xưởng |  |  |  |  |  |  |  |  |  |  |  |  |
|                                       |                                       |                                       |                                       |                                       |                                       |  |  |                                |  |  |  |  |  |  |  | Tần Ai Bình Đế Phù Phi ?-385-386        | Tần Ai Bình Đế Phù Phi ?-385-386        | Tần Ai Bình Đế Phù Phi ?-385-386        | Tần Ai Bình Đế Phù Phi ?-385-386        | Tần Ai Bình Đế Phù Phi ?-385-386        | Tần Ai Bình Đế Phù Phi ?-385-386        |  |  | Phù Xưởng                       | Phù Xưởng | Phù Xưởng | Phù Xưởng | Phù Xưởng | Phù Xưởng |  |  |  |  |  |  |  |  |  |  |  |  |
|                                       |                                       |                                       |                                       |                                       |                                       |  |  |                                |  |  |  |  |  |  |  |                                         |                                         |                                         |                                         |                                         |                                         |  |  | Tần Cao Đế Phù Đăng 343-386-394 |           |           |           |           |           |  |  |  |  |  |  |  |  |  |  |  |  |
|                                       |                                       |                                       |                                       |                                       |                                       |  |  |                                |  |  |  |  |  |  |  |                                         |                                         |                                         |                                         |                                         |                                         |  |  |                                 |           |           |           |           |           |  |  |  |  |  |  |  |  |  |  |  |  |
|                                       |                                       |                                       |                                       |                                       |                                       |  |  |                                |  |  |  |  |  |  |  |                                         |                                         |                                         |                                         |                                         |                                         |  |  | Tần Mạt Đế Phù Sùng ?-394       |           |           |           |           |           |  |  |  |  |  |  |  |  |  |  |  |  |